# Aviation à Bălți
 (septembre 2022).
La mise en forme du texte ne suit pas les recommandations de Wikipédia : il faut le « wikifier ».
Les points d'amélioration suivants sont les cas les plus fréquents. Le détail des points à revoir est peut-être précisé sur la page de discussion.
- Les titres sont pré-formatés par le logiciel. Ils ne sont ni en capitales, ni en gras.
- Le texte ne doit pas être écrit en capitales (les noms de famille non plus), ni en gras, ni en italique, ni en « petit »…
- Le gras n'est utilisé que pour surligner le titre de l'article dans l'introduction, une seule fois.
- L'italique est rarement utilisé : mots en langue étrangère, titres d'œuvres, noms de bateaux, etc.
- Les citations ne sont pas en italique mais en corps de texte normal. Elles sont entourées par des guillemets français : « et ».
- Les listes à puces sont à éviter, des paragraphes rédigés étant largement préférés. Les tableaux sont à réserver à la présentation de données structurées (résultats, etc.).
- Les appels de note de bas de page (petits chiffres en exposant, introduits par l'outil «  Source ») sont à placer entre la fin de phrase et le point final[comme ça].
- Les liens internes (vers d'autres articles de Wikipédia) sont à choisir avec parcimonie. Créez des liens vers des articles approfondissant le sujet. Les termes génériques sans rapport avec le sujet sont à éviter, ainsi que les répétitions de liens vers un même terme.
- Les liens externes sont à placer uniquement dans une section « Liens externes », à la fin de l'article. Ces liens sont à choisir avec parcimonie suivant les règles définies. Si un lien sert de source à l'article, son insertion dans le texte est à faire par les notes de bas de page.
- La présentation des références doit suivre les conventions bibliographiques. Il est recommandé d'utiliser les modèles {{Ouvrage}}, {{Chapitre}}, {{Article}}, {{Lien web}} et/ou {{Bibliographie}}. Le mode d'édition visuel peut mettre en forme automatiquement les références.
- Insérer une infobox (cadre d'informations à droite) n'est pas obligatoire pour parachever la mise en page.

Pour une aide détaillée, merci de consulter Aide:Wikification.
Si vous pensez que ces points ont été résolus, vous pouvez retirer ce bandeau et améliorer la mise en forme d'un autre article.
L'aviation à Bălți fait partie de l'histoire sociale de Bălți (Moldavie) depuis le début du XXe siècle avec 9 aérodromes liés historiquement à Bălți.
Bălți est l'un des centres de l'aviation civile et, anciennement, le centre de l'aviation militaire en Moldavie. Pendant la Seconde Guerre mondiale, la principale base aérienne militaire de Bălți à Singureni était desservie par 5 aérodromes avancés : 2 en RSSM et 3 en RSSU.
Dans le domaine de l'aviation civile, Bălți est devenue, avec Chișinău, l'une des premières destinations du réseau de l'aviation civile roumaine pour le transport de passagers. Pendant l'époque soviétique, il y avait uniquement deux unités d'aviation en Moldavie : Bălți et Chișinău. Bălți est la seule ville moldave où deux aéroports ont fonctionné simultanément : l'Aéroport Bălți-Ville et l'Aéroport international de Bălți-Leadoveni - cet aéroport a été le dernier construit en Moldavie avec une nouvelle piste, dans une situation géographique offrant de meilleures conditions météorologiques par rapport à de nombreux aéroports de la région. À l'exception de Chișinău, les vols réguliers de passagers assurés par des appareils de type Tu 134 en Moldavie n'étaient effectués qu'à partir de Bălți.
Bălți est devenu le centre de l'aviation militaire en Moldavie juste après l'annexion de la Bessarabie, lorsque l'IAP-55 a été transféré de Kirovograd à Bălți en 1940. l'opération Barbarossa débute en 1941 avec l'attaque de l'aérodrome militaire de Bălți à Singureni, où des avions soviétiques sont détruits dès les premiers jours des hostilités et l'utilisation ultérieure de l'aérodrome de Singureni par des escadrilles allemandes, notamment Heydrich, pour l'opération Barbarossa. Bălți est également devenu une plateforme de début pour les as de l'aviation comme Alexandre Pokrychkine, Reinhard Heydrich, ainsi que pour certains des pilotes les plus prolifiques de la Seconde Guerre mondiale : Rudolf Schmidt et Grigori Retchkalov. Nadia Russo faisant partie de l'Escadrille blanche a effectué des vols d’aviation sanitaire à destination et en provenance de Bălți. Un régiment de chasseurs soviétiques, trois régiments de chasseurs et de bombardiers allemands et un escadron partiel de l'Escadrille  blanche étaient stationnés sur les aérodromes de Bălți. En 1944, le premier vol sans escale sur Yak-9D à destination de Bari a été effectué depuis Bălți.

## Histoire
L'activité aérienne à Bălți et dans sa banlieue remonte historiquement à l'époque du Royaume de Roumanie et à la Seconde Guerre mondiale. Alors que l'aviation civile s'est développée à Bălți avant et après la Seconde Guerre mondiale, la période de développement de l'aviation militaire se concentre sur l'époque de la Seconde Guerre mondiale.

### Période du Royaume de Roumanie

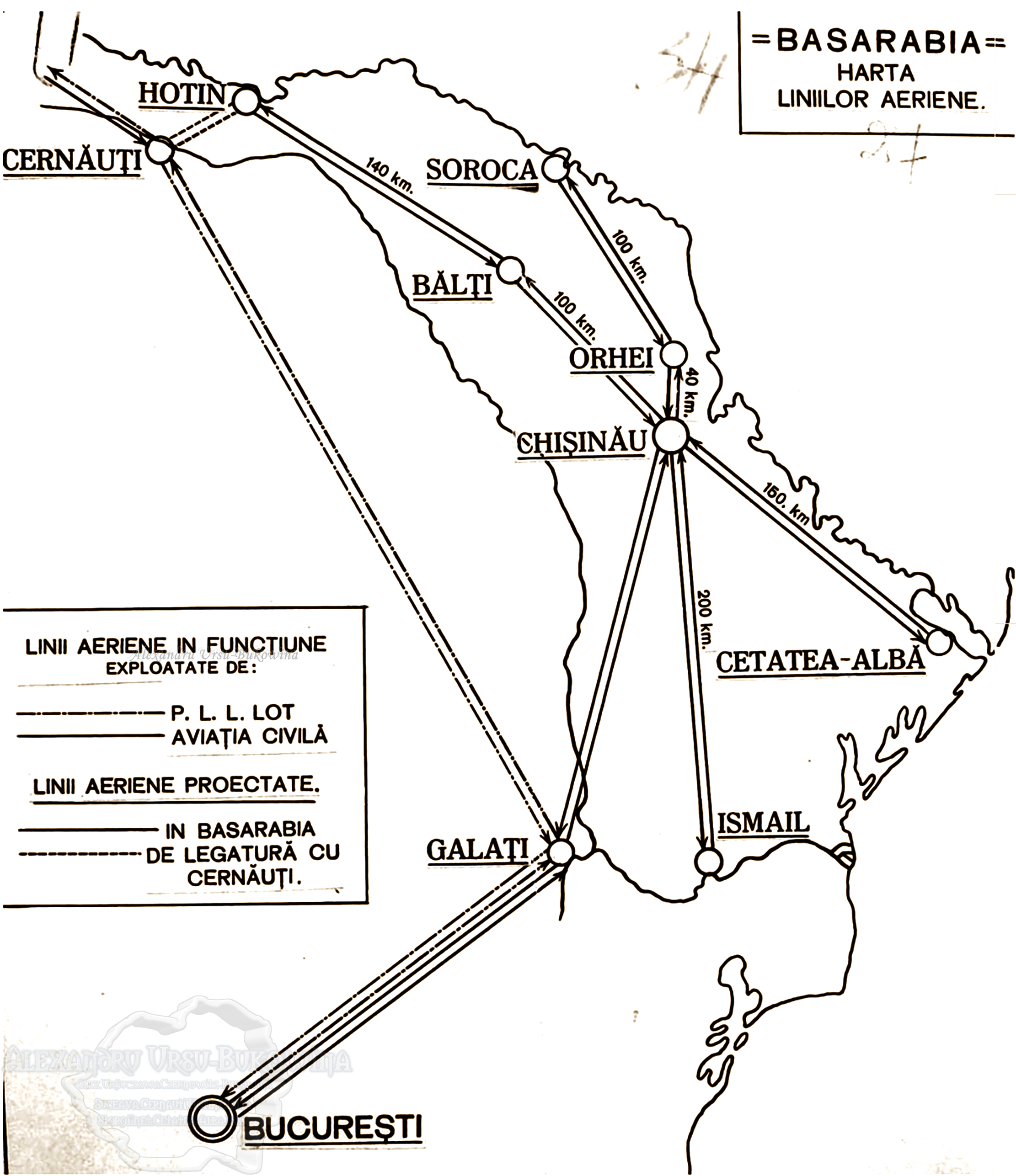
Plan des vols réguliers passagers en Bessarabie dans le Royaume de Roumanie

Le 1er juin 1922, le premier avion (un de Havilland DH.9) entame un vol longue distance de 410 km (250 miles) : Bucarest - Galați - Chișinău.
Les premiers vols de passagers vers Bălți ont commencé le 24 juin 1926, sur le vol Bucarest-Galați-Chișinău-Bălți. Les vols étaient exploités par la Compagnie internationale de navigation aérienne - CFRNA, appelée plus tard LARES après restructuration, puis Tarom. L'aéroport était situé dans un village de banlieue de Bălți à Singureni, ainsi qu'un aérodrome le long du lac central de la ville de Bălți. Farman F.60 Goliath - F.168Bn4 de 10 places, motorisé par Armstrong Siddeley Jaguar, a commencé son service intérieur en mai 1928 sur la ligne Bucarest-Galați-Chișinău-Bălți. À l'époque, les avions étaient utilisés pour transporter des passagers, des journaux et du courrier.
Les premiers vols commerciaux réguliers de transport de passagers ont été assurés par CFRNA (LARES) sur une ligne reliant Bălți à Khotyn et Chișinău entre la première et la deuxième guerres mondiales. L'un des premiers vols spéciaux de transport de passagers à destination de Bălți a eu lieu le 28 octobre (ou le 28 novembre) 1930 et a été organisé par l'administration roumaine de l'aviation civile afin de sélectionner des terrains adaptés aux aérodromes et de faire connaître l'aviation civile au grand public.
Quant au vol Chișinău - Bălți- Khotyn, l'escale à Bălți, capitale du nord de la Bessarabie, a été décidée en raison de l'importance du centre de Bălți pour la partie nord de la Bessarabie. Ainsi, selon le Dr Mihail Taşk, "la distance de 240 km entre Chișinău et Khotyn devait être parcourue en une heure et 40 minutes, tandis que le retour devait prendre trois heures et 20 minutes. Le décollage de Chișinău était prévu à 6h10 et l'atterrissage à Bălți était programmé à 6h50. À Bălți, après une pause de 20 minutes à 7 h 10, l'avion est parti pour Khotyn, où il est arrivé à 8 h 10. Le retour à Bălți était prévu pour 10 h 00, où l'avion est arrivé une heure plus tard, c'est-à-dire à 11 h 00. Puis une pause de plusieurs heures a suivi, car le départ pour Chișinău était programmé à 18h00, et l'arrivée à Chișinău à 19h00. Pour le vol Chișinău - Bălți - Khotyn le prix du billet était : jusqu'à Bălți 500 lei (100 km x 4 + 100) et de Bălți à Khotyn 600 lei, soit un total de 1 100 lei. Le coût de l'itinéraire complet était de 4 071 lei."

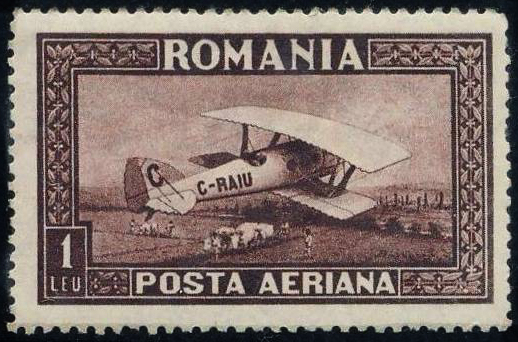
Timbre postal roumain de 1928

En 1937, il y avait un vol régulier sur la route - Bilhorod-Dnistrovskyï - Chișinău - Bălți.
En 1940, LARES a assuré un vol quotidien Bălți - Chișinău - Iași - Galați - Bucarest (numéro de vol 2116).
Pendant l'entre-deux-guerres, Bălți était relié à Bucarest par des vols réguliers.
En 1936, Nadia Russo (1901-1988), d'origine russe blanche, est l'une des premières femmes pilotes de Roumanie à obtenir son brevet de pilote. Nadia Russo est retournée à Bălți en 1941 avec l'escadrille blanche.
Pendant la Seconde Guerre mondiale, Bălți est devenu le centre de l'activité aéronautique en Bessarabie avec cinq emplacements de pistes dans et autour de la ville de Bălți (y compris des aérodromes de support). Les aces de l'aviation et les militaires les plus célèbres du monde ont combattu dans le ciel de Bălți, d'un côté de l'escadrille Jagdgeschwader 77 et de l'autre du régiment IAP 55 (IAP-16, à savoir Alexandre Pokrychkine et Reinhard Heydrich.

Heydrich commence l'opération Barbarossa avec une base aérienne allemande près de Bălți en (Moldavie) (Bessarabie), qui, après une année de présence sous juridiction soviétique à la suite d'un ultimatum donné à la Roumanie par Staline en 1940 de remettre la Bessarabie à l'URSS, revient sous la juridiction du Royaume de Roumanie. Plusieurs régiments de bombardiers allemands (Kampfgeschwader) étaient basés sur la base aérienne allemande de Singureni, en face de l'actuel aéroport international Bălți Ladoveni de Corlateni, notamment le nr. 77:
Bien que le patron de Heydrich, Himmler, lui ait interdit à plusieurs reprises de voler à Heydrich, Heydrich se retrouve secrètement en URSS au début de l'opération Barbarossa : avec son Me-109 privé, il se retrouve avec le JG 77 sur une base à Bălți (Belzy) en Moldavie. 

### Seconde Guerre mondiale

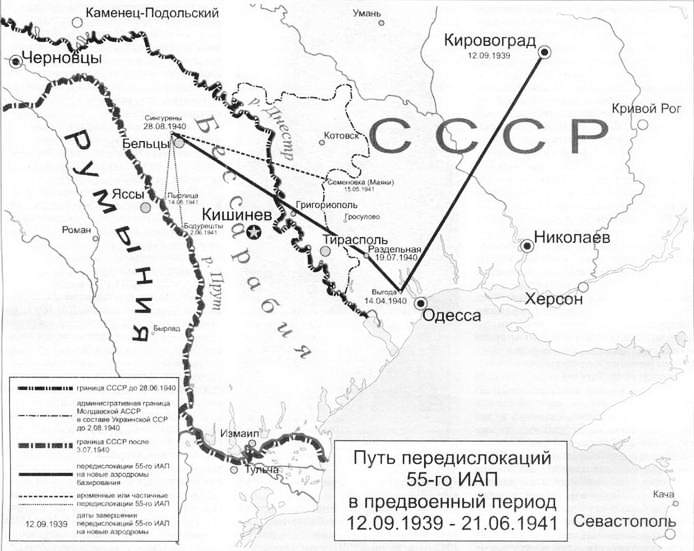
Redéploiement du régiment IAP 55 (IAP-16) vers les aérodromes de Bălți et des aérodromes de support pour les aérodromes de Bălți entre le 12 septembre 1939 et le 21 juin 1942.

Après l'arrivée de l'armée de l'air soviétique en Bessarabie (avec ses différentes pistes), l'aéroport de la ville de Bălți a servi d'aéroport militaire (piste de l’aérodrome à Singureni). Les photos suivantes ont été prises en juin et juillet 1940, avant et après l'attaque et l'occupation par l'armée de l'air allemande des différentes pistes d'atterrissage de Bălți et de ses environs.
L'histoire militaire de l'aviation militaire à Bălți semble commencer avec les aérodromes situés à environ cinq endroits différents à Bălți  et dans la banlieue, y compris les emplacements des aérodromes supplémentaires pour le support à Seménivka, à Singureni et à Pîrlița (près de la frontière moldavo-roumaine dans le raion d'Ungheni), a servi de base principale initiale au 55e régiment d'aviation de chasse soviétique (28. 08.08.1940 - 07.03.1942) / 16e régiment d'aviation de chasse de la Garde (07.03.1942 - 10.04.1942), qui faisaient partie de la 20e division aérienne mixte soviétique pendant la Seconde Guerre mondiale. Le régiment d'aviation s'est déplacé de Kirovograd (Ukraine) à Bălți en 1940 après  l'annexion de la Bessarabie à l'URSS. Trois fois Héros de l'Union soviétique Alexandre Pokrychkine, deux fois Héros de l'Union soviétique Grigori Retchkalov et Alexandre Klubov ont commencé leur parcours militaire dans ce régiment, ainsi que 17 aviateurs qui sont devenus Héros de l'Union soviétique.
Du côté allemand, les chasseurs allemands du Kampfgeschwader 27 (escadron de bombardiers Luftwaffe) ont participé aux attaques sur Bălți en juin 1941 et Kampfgeschwader 51 formé à Landsberg am Lech à partir du Kampfgeschwader 255, qui étaient stationnés sur différents aérodromes de Bălți entre juillet 1941 et octobre 1941, puis dissous en 1945.
Les communes Singureni et Corlăteni formaient à l'époque soviétique une commune appelée Leadoveni. L'aéroport de Bălți-Leadoveni a été construit à la fin des années 1980 sur le site du village de Corlăteni, mais a conservé le nom original de Leadoveni. Quant à la piste située à Singureni, la pose des dalles de béton sur la piste de Singureni, qui, avec le reste de la Bessarabie, était déjà sous la juridiction soviétique lorsque la Seconde Guerre mondiale a commencé, mais les travaux de construction n'étaient pas terminés lorsque la guerre a éclaté. En mai - juin 1941, la base d'entraînement des régiments d'aviation soviétiques basés à Bălți devient Maïaki dans le raïon de Podilsk de l’oblast  d'Odessa en Ukraine. Avant la Seconde Guerre mondiale, les I-153 et les I-16 étaient exploités à partir de l’aérodrome de Bălți situé à Singureni. Le 22 juin 1941, l'aéroport de la ville de Bălți exploitait 54 avions I-153 et I-16, ainsi que 62 avions MiG-3, que pouvaient piloter 22 pilotes sur les 70 disponibles.
Pendant la majeure partie de l'année 1941, le régiment d'aviation a combattu avec des I-153 et des I-16, et jusqu'en novembre 1942, il a utilisé des Mig-3 et des I-16. D'avril à septembre 1942, le régiment dispose d'une escadrille équipée de Yak-1. À partir de novembre 1942, le régiment commence à utiliser des Bell P-39 Airacobra jusqu'à la fin de la Seconde Guerre mondiale.
À partir de mars 1942, le régiment fait partie de l'armée de l'air soviétique, 18e armée, front sud, comprenant le 216e régiment d'aviation de chasse et le 9e régiment d'aviation de chasse de la Garde.
Alors que les forces aériennes allemandes étaient stationnées sur les aérodromes de Bălți, des avions tels que le Messerschmitt Bf 109 et Junkers Ju 88 étaient exploités depuis les aéroports de Bălți. L'un des pilotes allemands les plus efficaces de Jagdgeschwader 77 (JG 77), l'Oberfeldfäbel Rudolf Schmidt, a été blessé lors d'un combat aérien au-dessus de Bălți.

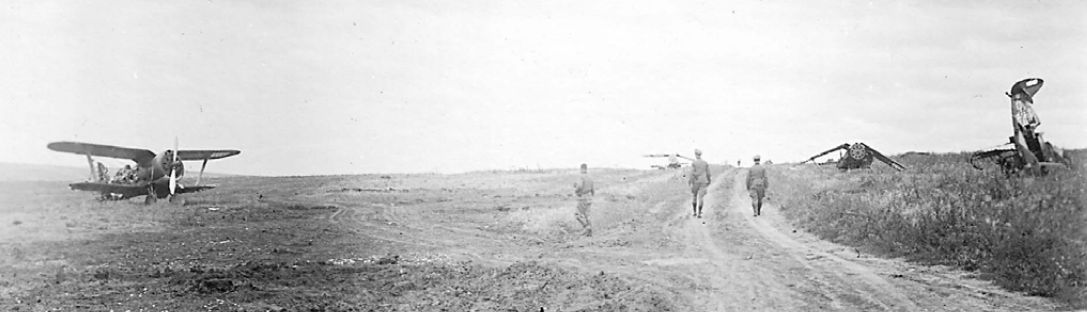
Avions Polikarpov I-153 de l'Armée rouge de l'IAP-55 détruits le 22 juin 1941 par Luftwaffe sur l'aérodrome de Bălți à Singureni

En 1944, après la reprise par les forces aériennes de l'Armée rouge de Bălți, un groupe de 12 Yak-9DD a volé de Bălți vers l'Italie, escortant des avions Douglas A-20 Havoc ("Boston", "Havoc") également de Bălți à Bari et étant l'une des machines les plus célèbres livrées dans le cadre du programme Lend-Lease,.
Les Yak-9DD (long-courrier) étaient des chasseurs avec une capacité de carburant accrue, et étaient une modification du Yak-9D et du Yak-9T de production avec le moteur VK-105PF. Le Bureau d'études les a produits en raison de la nécessité, en 1944, d'obtenir un chasseur avec un rayon d'action encore plus grand que le Yak-9D, capable de suivre les bombardiers derrière les lignes ennemies. En raison d'une augmentation significative de la taille du réservoir de carburant et de la réserve de carburant (par rapport au Yak-9D de plus de 30%), le rayon d'action et la durée du vol ont augmenté de manière significative. La distance de vol jusqu'à la combustion complète du carburant à l'altitude de 1 000 m à la vitesse maximale de 0,9 a augmenté jusqu'à 1 325 km, et au meilleur mode possible - jusqu'à 2 285 km. Le temps de vol est passé à 2 h 22 min et 6 h 31 min respectivement (26 % de plus que sur le Yak-9D). Sa portée et son temps de vol plus longs ont permis au Yak-9DD d'être utilisé comme chasseur de convoi et d'effectuer des missions spéciales derrière les lignes ennemies en toute indépendance. La modification a été produite par le Bureau d'études en avril 1944, à la suite du décret du Comité d'État à la Défense du 20 février 1944. Des essais d'État ont été effectués à l'Institut de recherche scientifique des forces aériennes entre le 24 juillet et le 2 août 1944 (pilotes P.M. Stefanovskiy, Yu.A. Antipov, ingénieur principal M.A. Pronin). Le Yak-9DD a été produit en série entre mai 1944 et septembre 1945.
Les chasseurs à long rayon d'action K-9DD dans un groupe de 12 appareils de ce type en août 1944, commandés par le Major I. I. Ovtcharenko, ont effectué un vol sans escale de 1 300 km de Bălți à Bari (Italie) sans réservoirs de carburant pour aider l'Armée de libération nationale et détachements de partisans de Yougoslavie. Le chef de file était le bombardier "Boston", dirigé par un pilote d'essai expérimenté de l'Institut de recherche de l'armée de l'air Mikhail Alexandrovich Nyukhtikov. Le vol et les travaux ultérieurs d'escorte d'avions de transport Douglas C-47 Skytrain sur le territoire de la Yougoslavie libérée par les partisans ont démontré les grandes qualités opérationnelles et de vol du Yak-9DD. Pendant tout le séjour à Bari, pas un seul cas de panne ou de mauvais fonctionnement de l'appareil n'a été enregistré, bien qu'à chaque vol de combat (et il y en a eu 155), l'appareil ait dû traverser deux fois la mer Adriatique, franchir 400 à 600 km au-dessus de la surface de l'eau et atterrir sur des plates-formes de taille limitée situées au milieu de hautes montagnes avec un fort vent de travers ou même un vent arrière.
En 1944, le Yak-9DD a été utilisé avec succès pour escorter les bombardiers Boeing B-17 Flying Fortress et Consolidated B-24 Liberator lors de vols navettes sans escale vers des cibles en Roumanie, de Poltava (Ukraine) à Bari (Italie). À des altitudes allant jusqu'à 3 000 - 4 000 m, le Yak-9DD était supérieur en vitesse et en manœuvre aux chasseurs britanniques et américains basés à l'aérodrome de Bari - Hawker Tempest I, Supermarine Spitfire Mk. IX, Bell P-63 Kingcobra, Curtiss P-40 Kittyhawk, Republic P-47 Thunderbolt, etc. Les avions 12 Yak-9DD accompagnés d'avions de transport Douglas C-47 Skytrain de Bălți se sont rendus à Bari pour soutenir ponctuellement Josip Broz Tito en Yougoslavie dans le territoire libéré des partisans yougoslaves. Selon certains rapports, après avoir accompli chaque mission, ils sont retournés de Bari à Bălți , selon d'autres rapports, les avions de Bălți étaient basés à Bari pendant une longue période. Lors de chacune des 155 sorties de combat, ils ont dû traverser deux fois la mer Adriatique

## Compagnies aériennes et opérateurs aéroportuaires à Bălți
Les compagnies aériennes et opérateurs des aéroports et aérodromes de Bălți et de ses environs sont principalement divisés en opérateurs civils et militaires.

### Aviation civile
Des opérateurs civils et militaires exploitaient les aéroports et les aérodromes à Bălți et dans ses environs. Dans la première moitié du 20e siècle, Bălți était directement exploité par des compagnies aériennes (roumaines et soviétiques), tandis que dans la seconde moitié du 20e siècle, des sociétés/entreprises locales se sont formées pour exploiter les aéroports de Bălți , certaines (Moldaeroservice) sont également des compagnies aériennes.

#### CFRNA-LARES-SARTA
Le 26 juin 1920, le décret 2705 est adopté, par lequel l'État roumain décide de donner le droit d'exploiter des vols aériens CFRNA (roumain : Compania Franco-Română de Navigație Aeriană) à la Compagnie franco-roumaine de navigation aéronautique, enregistrée le 13 avril 1920 à Paris. Le 9 juillet 1930, LARES (roumain : Liniile Aeriene Române Exploatate cu Statul) a été créée. En 1937, LARES a été remplacée par SARTA (roumain : Societatea Română de Transporturi Aeriene - Compagnie roumaine de transport aérien, qui a été à son tour remplacée par TARS (roumain : Societatea de Transporturi Aeriene Româno-Sovietice) Compagnie roumano-soviétique de transport aérien le 8 août 1945 TAROM (roumain : Transporturile Aeriene Române a été créé le 18 septembre 1954).
Le roi Carol II a décidé deux choses : développer l'aviation de tourisme et l'aviation de transport civil. Pour l'aviation de tourisme, il a créé l'Aeroclubul, dont la tâche était les écoles de pilotage civiles, qui se sont développées activement entre 1932-1933, 1940 à 1942.
Les aérodromes de Bălți  pendant le Roumanie, situés le long du lac de la ville ainsi qu'à Singureni, ont été utilisés en particulier pour les vols avec correspondance de Bucarest à Chișinău ou Khotyn avec correspondance à Chisinau et Bălți , tant par CFRNA dans les années vingt que par LARES dans les années trente, ainsi que par SARTA.

#### Aeroflotà l'Aéroport Bălți-Ville

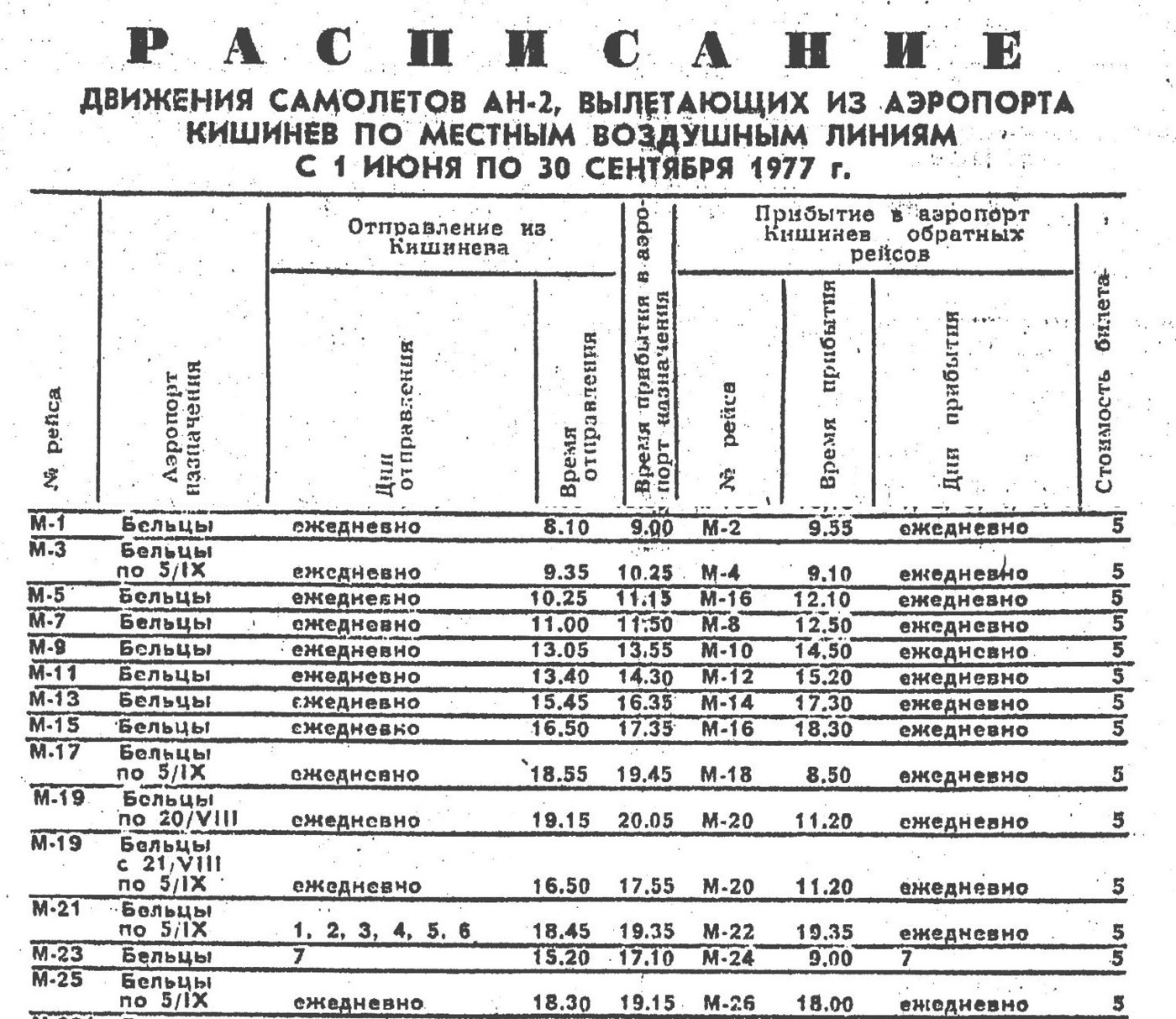
Vols réguliers de Chișinău à Bălți, 1977. Le nombre de vols vers Bălți au départ de Chișinău est 7 fois supérieur au nombre de vols vers toute autre destination locale la plus populaire interne en Moldavie

Après le passage de Bălți sous juridiction soviétique et à la fin de la Seconde Guerre mondiale, la compagnie Aeroflot est arrivée à Bălți, créée par la fusion d'Ukrvozdukhput et de Dobroliot le 1er novembre 1930 (Dobroliot est issue de Deruluft, une compagnie germano-russe créée le 8 novembre 1921). Le développement de l'aviation civile dans la région nord de la Moldavie s'est poursuivi après 1944, lorsque deux avions Po-2 ont atterri sur l'ancien aérodrome militaire de Bălți, suivis par un Yak-12 en provenance de Chișinău. Les avions appartenaient à la filiale moldave d'Aeroflot. Les avions susmentionnés livraient le courrier aux destinations suivantes au départ de Bălți : Cuhnești, Ocnița, Glodeni et, si nécessaire, livraient 1-2 passagers à Chisinau. Ainsi, le 15 mai 1947, une base de services de vol a été établie sur cet aérodrome de Bălți. La même année, trois Yak-12 ont été affectés de Chisinau à Bălți pour transporter du courrier et des marchandises, puis l'année suivante ils ont été utilisés pour le transport de passagers, le transport de personnel médical dans les localités voisines, le transport de patients gravement malades vers les hôpitaux de la capitale, et le transport pour l'agriculture et la sylviculture. L'aviation civile était très nécessaire dans cette période d'après-guerre. Le premier commandant d'escadrille de la compagnie d'aviation civile Bălți était A.N. Vorontsov. En 1954, l'aérodrome de Bălți (Aéroport Bălți-Ville) a été mis en service avec un service d'aéroport et des avions militaires Li-2 modifiés en avions civils ont commencé à atterrir, ce qui a permis d'effectuer des vols vers Lviv, Ivano-Frankivsk et Tchernivtsi.

#### Escadron civilno281et Aeroflot
Depuis 1961, Aéroport Bălți-Ville a commencé à recevoir des avions IL-14 pour l'atterrissage et le transport de passagers sur de longues distances vers les villes les plus reculées de l'ex-URSS avec les avions Aeroflot. C'est ainsi qu'a été créée l'entreprise soviétique de transport aérien de Bălți - l'escadron civil aérien de Bălți. L'année la plus importante pour l'entreprise d'État est 1966, lorsque, selon l'ordre du ministre de l'aviation civile de l'URSS, l'escadron d'aviation civile de Bălți no 281 a été formé sur la base d'escadrons aériens, composés d'avions Yak-12 et An-2, ainsi que les services aéroportuaires.
Dans les années 1980, le nom de l'opérateur était : l'Enterprise d'aviation de Bălți, (russe : Бельцкое Авиационное Предприятие) sous l’Entreprise républicaine de production de l'aviation civile de Moldavie.

#### Moldaeroservice

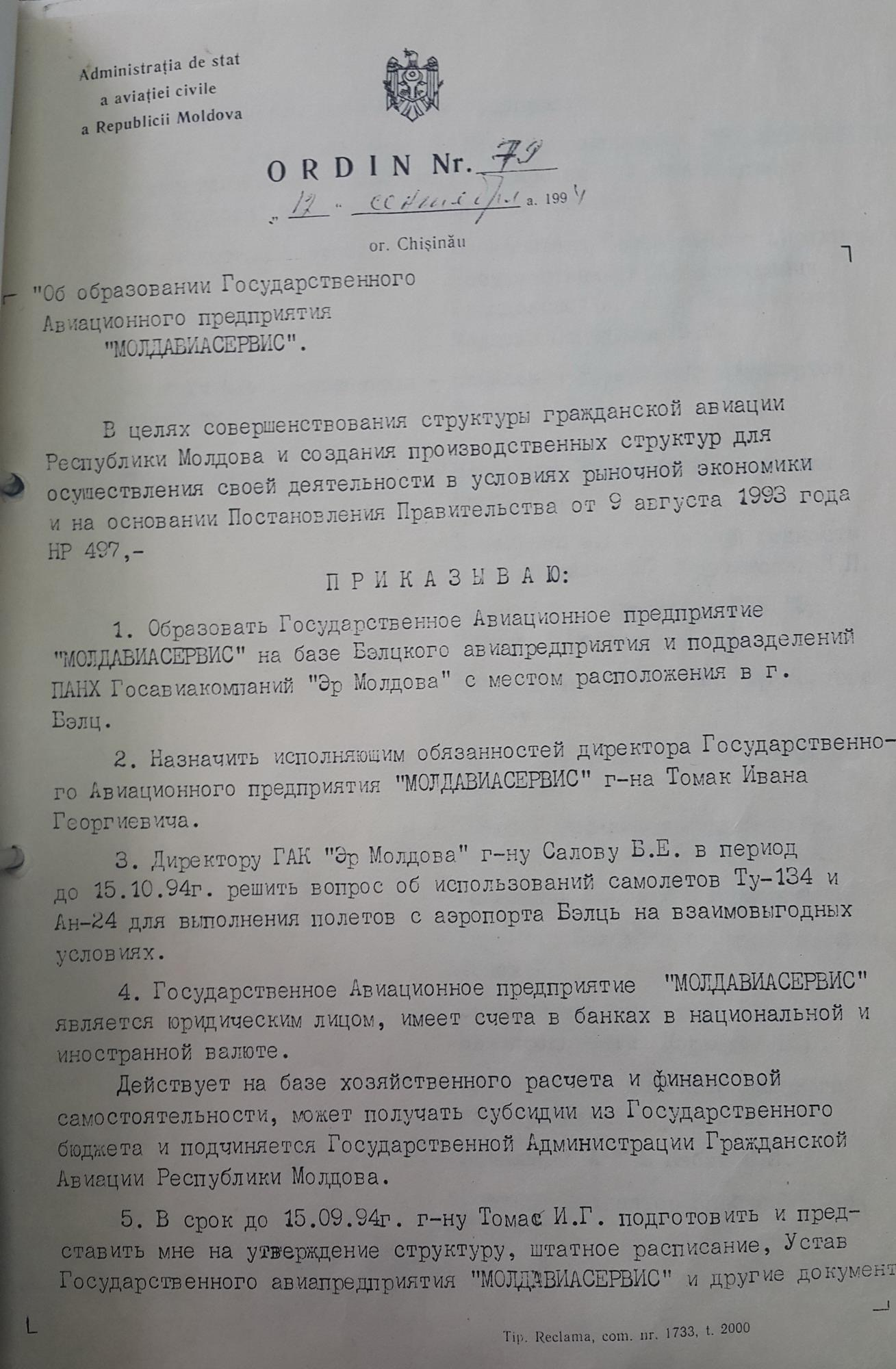
L'ordre no 79 de l'Autorité de l'aviation civile de la République de Moldavie pour la création de l'entreprise d'État Î.S. Moldaeroservice

L'entreprise d'aviation de l'État de Bălți a été fondée en 1966 sous le nom de "Unité d'aviation de Bălți no 281" et a été rebaptisée en 1994 "Moldaviaservice". Les nouveaux appareils AN-10, AN-12 et AN-24 ont permis d'étendre sa flotte à Bălți. Avec l'effondrement de l'URSS, les services de gestion de l'espace aérien, de navigation aérienne et de contrôle du trafic aérien sont devenus distincts, ces derniers étant exploités par l'entreprise d'État "MoldATSA". Ainsi, l'entreprise publique Moldaersoervice est devenue autonome, avec son propre bilan et sa propre comptabilité. L'entreprise d'État I.S. Moldaeroservice gère : l'Aéroport international de Bălți-Leadoveni (145 ha), l'Aéroport Bălți-Ville (136 ha), le personnel professionnel, les installations et les locaux nécessaires au processus technologique et de production, les types d'avions An-2 et hélicoptères Mi-2. Selon la licence d'opérateur aérien n° Md 001 délivrée par l'Autorité de l'aviation civile de la République de Moldavie, la compagnie effectue les opérations suivantes : vols d'ambulance, vols d'observation, vols de recherche et de sauvetage (opérations de sauvetage), vols de publicité et de divertissement, vols à des fins agraires et forestières.
Le système de maintenance des aéronefs de Moldaeroservice est certifié conformément aux règlements européens JAR-145, et Moldaeroservice a reçu un certificat d'autorisation de l'Autorité de l'aviation civile de la République de Moldavie nr.CAA RM 0025.
Depuis sa fondation il y a 45 ans, "Moldaeroservice" est devenue l'une des entreprises les plus expérimentées, spécialisée dans les services aéronautiques avec les hélicoptères Mi-2 et An-2, non seulement en République de Moldavie, mais aussi à l'étranger (Égypte, Algérie, Irak, Roumanie, Bulgarie, Turquie, Singapour, Corée du Sud).

### Aviation militaire
L'histoire des opérateurs de l'aviation militaire à Bălți concerne la période de la Seconde Guerre mondiale. Les premiers à être basés à Bălți et dans ses banlieues ont été les forces aériennes de l'Armée rouge, qui sont arrivées à Bălți après l'ultimatum de Staline au Royaume de Roumanie pour transférer la Bessarabie à l'URSS, suivies par divers régiments aériens de la Luftwaffe du Troisième Reich, et par la force aérienne royale roumaine, qui, contrairement aux deux premières, n'a pas établi de base fixe à Bălți. Après avoir battu en retraite au début de la Seconde Guerre mondiale, vers la fin de celle-ci, les forces aériennes de l'Armée rouge se sont à nouveau installées à Bălți.

#### Régiment soviétique IAP 55

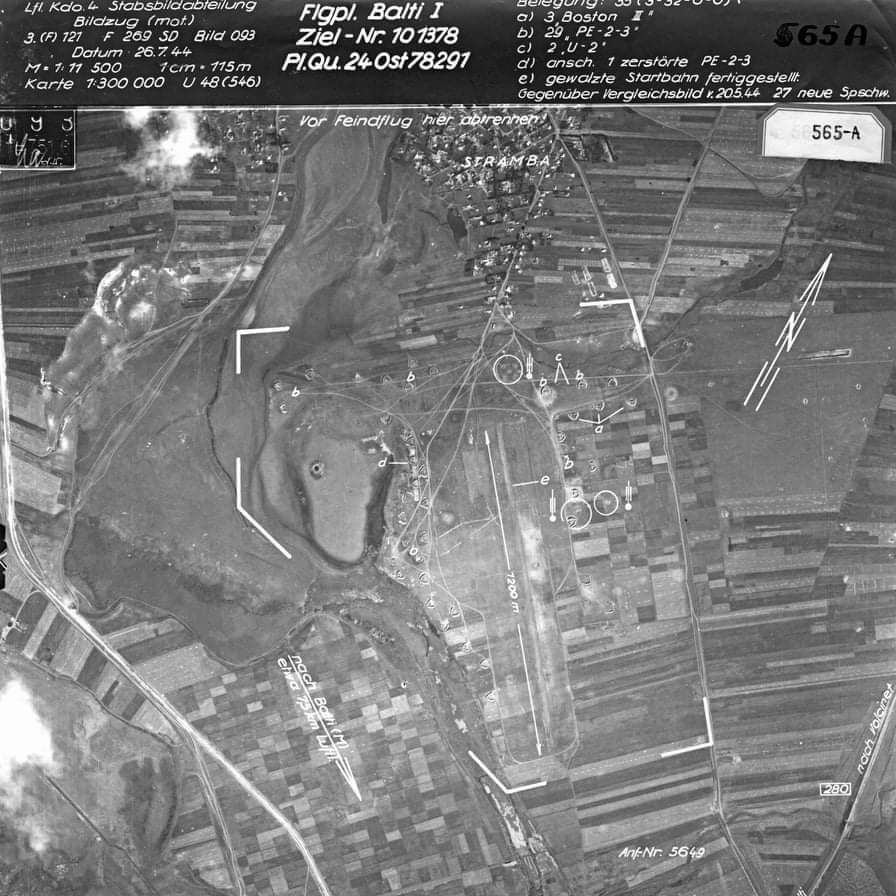
Aérodrome Singureni près de Bălți — photo aérienne Luftwaffe 1944

Le 55e Régiment d'aviation de chasse soviétique a été formé dans le District militaire de Kiev à Kirovograd sur la base des 43, 2, 12 et 17 régiments d'aviation de chasse selon la directive no 05875 du commandant des forces aériennes de du District militaire de Kiev du 12 septembre 1939. Le 7 mars 1942, pour avoir accompli de manière exemplaire des tâches de combat et fait preuve de courage et d'héroïsme, le 55e IAP est transformé en 16e Régiment d'aviation de chasse de la Garde sur ordre du Commissariat de défense du peuple de l'URSS no 70. Le 20 février 1949, il est renommé 689e Régiment d'aviation de chasse de la Garde au sein du 237e régiment d'aviation de chasse de la Garde (anciennement 9e régiment d'aviation de chasse de la Garde) de la 59e VA (russe : 59ВА) du Groupe central des forces (aérodrome de Trausdorf). Conformément à la directive de l'état-major principal des forces armées de l'URSS n° org/1/120016 (russe : ГШ ВС СССР № орг/1/120016) du 10 janvier 1949, le 689e régiment a été dissout lors de la réforme des forces armées de la fédération de Russie le 1er mars 2010.
Au début de la Seconde Guerre mondiale, le régiment était basé en partie sur l'aérodrome de Bălți à Singureni (base principale) et en partie sur les aérodromes de support de la base principale de Bălți situés d'une part en Moldavie à Pîrlița et à Boldurești et d'autre part en Ukraine, de l'autre côté du Dniestr en l'Oblast d'Odessa à Maïaki et Ïosipivka.
Le 28 juin 1940, les troupes soviétiques ont traversé le Dniestr et sont entrées en Bessarabie(ru) et en Bucovine du Nord. À la mi-août, le régiment a été transféré en Bessarabie, à 5–6 km de la ville de Bălți, près du grand village de Singureni. Le transfert du régiment à Bălți s'est terminé le 28 août 1940. En raison des fortes chutes de neige en hiver et au printemps, il était impossible d'organiser des vols réguliers dans les escadrons, la formation a donc effectué de petits vols pour vérifier la technique de pilotage sur des avions d'entraînement et des vols d'entraînement "sous le capot" de l'avion U-2.
En février 1941, l'unité est l'une des premières à recevoir les nouveaux chasseurs rapides MiG-3, qui sont assemblés sous une forme démontée pour les premiers vols d'entraînement. À la mi-avril 1941, 42 nouveaux avions MiG-3 sont livrés à l'unité par train. Les opérations actives ont commencé à l'aérodrome de Bălți à Singureni, impliquant à la fois les pilotes et le personnel technique. Dans le même temps, de nouveaux avions sont assemblés et le personnel navigant de l'unité est testé sur ses connaissances de la cellule, de l'équipement, des instruments et du moteur de l'avion. Jusqu'au 10 mai, le commandant du régiment et deux commandants ont testé tous les MiG-3 reçus. À la mi-mai, l'état-major du 55e IAP et la 1re escadrille, composée de 9 équipages, se sont envolés sur les MiG-3 de manière indépendante.
Le 15 mai 1941, sur ordre du commandant du 20e escadron, Héros de l'Union soviétique, Forces aériennes soviétiques, le major-général Alexandre Ossipenko (ru) (télégramme codé daté du 06.05.41, #223/sh russe : № 223/ш), le régiment d'aviation de V. P. Ivanov, alors que les infrastructures de l'aérodrome étaient déjà créées, pour poursuivre son entraînement au combat, a été déplacé de la ville de Bălți (Singureni), vers l'aérodrome de Sémenivka ("camp" en argot d'aviateurs), situé dans un camp près de la ferme d'État "Maïaki" dans la région d'Odessa. Les MiG-3 et une partie des avions I-16, I-153 ("la Mouette") y ont également été déplacés. La 1re escadrille reste à Bălți (Singureni), sur l'aérodrome principal.
Au début de l'été, le nombre d'équipages de vol indépendants sur MiG-3 atteignait vingt-neuf. En même temps, la division du sous-lieutenant Figitchev sur des avions MiG-3 et la division du sous-lieutenant Kondratyuk sur des avions I-153 ont été "jetées" vers la frontière avec la Roumanie sur l'ordre du commandant (du 28.05.41. № 235/sh.russe : № 235/ш) - aérodromes de support de Pirlita et Buduresti ("embuscade aérienne"). Le général Alexandre Ossipenko a donné à ses subordonnés la mission suivante : "Détruire les avions ennemis qui violent la frontière. Changez les escadrilles tous les 10-12 jours".

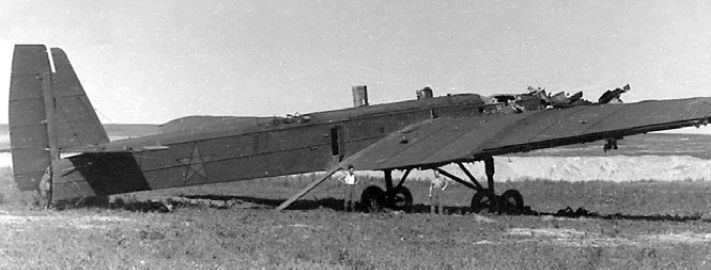
Le bombardier lourd Tupolev TB-3 détruit à l'aérodrome de Bălți. Photo prise après la prise de l'aérodrome de Bălți par Jagdgeschwader 77 de la Luftwaffe

Le 20 juin, les 42 équipages du 55e IAP volent indépendamment sur des avions MiG-3. La moitié des pilotes avaient effectué des vols d'entraînement en cercle et sur zone, mais "n'ont pas procédé à des tirs aériens sur des cibles au sol".
Alors que les avions de reconnaissance allemands traversaient la frontière du nouveau territoire soviétique, les forces aériennes transférées de Kirovograd à Bălți formaient les pilotes et patrouillaient l'espace aérien autour de Bălți, le lieutenant junior du régiment, Ivan Khanine, a été abattu le 18 juin 1941 pendant qu'il pilotait un I-153 depuis un aérodrome de support de l'aérodrome de Bălți - l'aire de Vali-Mary.
Alexandre Pokrychkine a commencé la route de l'as de l'aviation à Bălți, en abattant par erreur un bombardier Su-2 le 22 juin, alors que l'IAP-55, encore appelé IAP-55, se préparait à remplacer les I-153 et I-16 par les Mig-3.

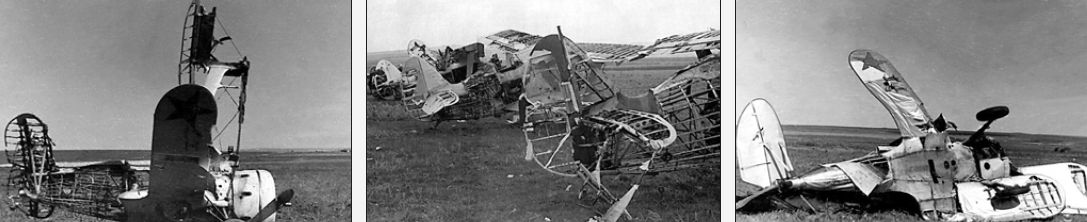
Avion Polikarpov I-153 du 55e IAP détruit sur l'aérodrome de Bălți à Singureni le 22 juin 1941. Photo prise après la prise de l'aérodrome de Bălți par la Jagdgeschwader 77 de la Luftwaffe

Pokrychkine note dans ses mémoires les souvenirs de l'attaque soudaine de Bălți : Le 17 juin, le propriétaire d'un appartement loué par de jeunes pilotes à Bălți, leur dit : 'Écoutez moi, cette semaine l'Allemagne va attaquer l'Union soviétique'. Les armées d'Hitler se tiennent à la frontière soviétique. Où pouvons-nous aller, nous les vieux ? Tout espoir repose sur vous. Si l'Armée rouge ne bat pas Hitler, il nous détruira tous, nous les Juifs. - Ne le crois pas, j'ai essayé de rassurer le vieil homme. - Des rumeurs ? Croyez-moi, tout est vrai. Mes fils vivent à Bucarest. Ils m'ont dit que la guerre va commencer dimanche.
Le 22 juin 1941, l'aérodrome de Pirlita est attaqué par des tirs, suivi de l'aérodrome de Bălți (Singureni), résultant en (bombardé par des Messerschmitt Bf 109, 15 Henkel126 et des Junkers Ju 88 auxquels se sont opposés 5 pilotes) destruction des bâtiments et des baraquements, endommagement des dalles de béton, ont été également détruits des réservoirs de carburant, deux techniciens ont été blessés et tués, ainsi que de nombreux jeunes travailleurs de la construction militaire mal formés et des pilotes qui n'avaient pas terminé leur formation en MiG-3.
Au cours du 22 juin 1941, les pilotes de l'IAP-55 ont effectué 151 sorties depuis les aérodromes de Bălți et des aérodromes de support de Bălți, ce qui constituait un record non seulement pour l'armée de l'air de la région d'Odessa, mais aussi pour l'ensemble de l'aviation soviétique sur le Front de l'Ouest (Seconde Guerre mondiale). Lors d'un raid de jour de la Luftwaffe sur Bălți, 15 Heinkel escortés par des chasseurs ont détruit un seul TB-3, qui se trouvait sur l'aérodrome. Dans cette bataille, S. Ovtchinnikov. La cible principale des attaques des forces allemandes était les formations I-16. Le premier jour de l'attaque, les Soviétiques ont fait état de 10 victoires en combat aérien près de Bălți,.
Après la percée des troupes allemandes vers Mykolaïv en juillet-août 1941, les avions du régiment se sont envolés de Bălți et des aérodromes qui s'y trouvaient jusqu'à un aérodrome situé près du village de Tchaplynka (Oblast de Kherson) pour couvrir le cours inférieur du Dniepr. Le convoi du régiment avec des techniciens et des fournitures se dirige vers Odessa, mais est encerclé en chemin. D'autres parties du régiment ont été précédemment redéployées à Ivanovka, puis à Tchijevka et à Tuzla.
Alexandre Pokrychkine, ainsi que Grigori Retchkalov, figurent parmi les pilotes soviétiques les plus prolifiques, respectivement 59 et 56 avions ennemis abattus. Parmi les pilotes de l'IAP-55 pendant leur stationnement à Bălți se trouvait également Kuzma Seliverstov, un héros de l'URSS, l'un des premiers pilotes as soviétiques sur Mig-3.
La veille du début des hostilités à Bălți, le double Héros de l'URSS Grigori Retchkalov était sur le point d'être renvoyé du service aérien parce qu'on lui avait diagnostiqué un daltonisme.
Le 16e régiment d'aviation de chasse de la Garde a ensuite été le deuxième régiment d'aviation le plus performant d'URSS, avec 697 défaites, 15 Héros de l'Union soviétique, dont trois fois et deux Héros de l'URSS.

#### Escadres et escadrons allemands

##### Jagdgeschwader 77
Jagdgeschwader 77 - escadre de chasseurs de la Luftwaffe. (As de Cœur) (allemand : Herz As a été créé le 1er mai 1939 à partir de deux escadrons. Le premier escadron de la 77e escadrille est créé à partir du premier escadron de la 331e escadrille (Jagdgeschwader 331) à l'Aéroport de Wrocław-Nicolas-Copernic, aujourd'hui près de Wrocław en Pologne. Le deuxième escadron de la 77e escadrille est créé à partir du deuxième escadron de la 333e escadrille basée à Pilsen. La 77e escadrille a traversé la Seconde Guerre mondiale et était équipée de Messerschmitt Bf 109, E-1 et E-3 et était subordonnée, en raison de l'absence initiale de son propre quartier général, au Commandement aérien I et au Commandement aérien VIII.
Le 26 août 1939, le groupe se déplace vers Juliusburg (Dobroszyce dans l'actuelle Pologne) dans le cadre de la mobilisation. Le deuxième escadron de la 77e Escadre est déployé sur la section sud du front allemand pour sécuriser la 8e armée de l Wehrmacht. Au cours de la campagne de Pologne, le deuxième escadron de la 77e Escadre a pu remporter trois victoires aériennes, perdant un avion, l'autre étant endommagé, sans perte de vie parmi le personnel militaire. À la mi-septembre, le Second Squadron 77 est débarqué et retourne à l'Aéroport de Wrocław-Nicolas-Copernic. Au début de 1941, le 2e escadron de l'Escadre Jagdgeschwader 77 était stationné à Brest-Sud et gardait le port militaire de Brest et la zone côtière bretonne adjacente. Le 30 mars, le déplacement de la deuxième escadrille de la 77e escadre commence vers l'est. En passant par Le Mans, Romilly, Nancy, Karlsruhe et Schleißheim, il a d'abord atteint Vienne, puis Arad en Roumanie, près de la frontière hongroise, le 4 avril.
À partir du 6 avril, le deuxième escadron de la 77e escadre de chasseurs participe à la campagne des Balkans depuis Deta. Il exécute des ordres d'escorte pour les bombardiers en piqué (allemand : Sturzkampfflugzeug - Stuka) et les chasseurs, ainsi que pour les attaques à basse altitude. Après des batailles aériennes réussies en Grèce et en Crète jusqu'au 28 mai, le 2e escadron de l'escadre 77 de chasseurs de la Luftwaffe s'arrête à Bucarest-Pipera où il est équipé de Messerschmitt Bf 109 E et d'où il déménage à Otopeni le 13 juillet et passe sous le commandement du quartier général de la 77e escadre.
Le 21 juin, le quartier général et le quatrième escadron de la 77e escadre de chasse sont transférés à Bacău pour la prochaine "campagne de Russie", tandis que les cinquième et sixième escadrons de la 77e escadre de chasse sont transférés à Roman. À partir du 22 juin, le deuxième escadron de la 77e escadre est engagé dans la "campagne de Russie". Alors que la partie principale de la 77e escadre était basée à Focșani-Sud, la 77e escadre volait à partir de Siliștea où étaient basés Heinkel He 111 de 2e escadron 2 de la 4e escadre. Le 24 juin, le quatrième escadron de la 77e escadre de chasse a déménagé à Roman, et le reste de la 77e escadre a été rassemblé à Bacău. Le 12 juillet, l'ensemble du deuxième escadron de la 77e escadre de chasse est transféré à Iaşi, et le 13 juillet à Bălți. Après le début de l'attaque allemande sur le Dniestr le 17 juillet, le deuxième escadron de la 77e escadre fournit un soutien aérien au XIe Corps d'armée allemande au-dessus de la tête de pont du Dniestr entre Yaruha et Mohyliv-Podilskyï. Le 12 juillet 1941, le IAP-55 soviétique a mené une attaque aérienne de l'aérodrome de Bălți à Singureni par les chasseurs et les bombardiers, connaissant bien la cible - la base aérienne de Bălți - où le IAP-55 était basé jusqu'en juillet 1941.
Le deuxième escadron de la 77e escadre au moment de l'attaque de Bălți était dirigé par l'Oberst-Lieutenant Anton Mader, décoré de la Croix de Chevalier de la Croix de Fer, qui avait remporté 86 batailles aériennes,.
Sur le front sud, les Junkers Ju 87 de la 77e escadre de bombardiers en piqué infligent des pertes importantes au 2e Corps mécanisé qui progresse en Bessarabie au nord de Bălți le 8 juillet.
Dès le 14 juillet 1941, les pilotes allemands ont pris le contrôle de l'aérodrome de Bălți à Singureni. Ce jour-là, en réponse, 4 avions Tupolev SB soviétiques du 45e régiment de bombardiers (russe : СБАП) ont effectué un raid sur les aérodromes de Sărătenii Vechi et de Bălți, larguant 16 bombes explosives et 112 bombes incendiaires sur Bălți et la campagne environnante.
Le 21 juillet 1941, le principal aérodrome de Bălți est devenu allemand, et les pilotes soviétiques du régiment relocalisé effectuent à nouveau (après la première attaque sur l'aérodrome de Bălți le 12 juillet 1941) un raid sur l'aérodrome de Bălți et détruisent quatre Junkers-88 et huit Messerschmitts-109 se trouvant sur l'aérodrome lors d'une frappe d'assaut. Le lendemain, neuf MiG ont répété le raid sur l'aérodrome et ont détruit neuf autres appareils allemands.
Le 16 juillet 1941, le quartier général de l'escadre 77 est transféré à Bălți pour soutenir les actions du XIe Corps d'armée qui se déplace vers la zone de la tête de pont sur la rive est du Dniestr, d'où le quartier général de l'escadre 77 est transféré à l'Est de Balta le 8 août 1941,,,.

##### Jagdgeschwader 52
Pendant la Seconde Guerre mondiale, le groupe aérien de première ligne de l'escadron de chasse n° 3 (3. Jagdgeschwader 52) de l'escadre 52 était situé à Bălți sous Orts-Kommandantur (I) 566, mobilisé le 26 août 1939 dans le 6e district militaire du Troisième Reich et d'abord déployé à Münster. À partir de 1941, le quartier général participe activement à la campagne de l'Est et est subordonné à la 17ème armée de la Wehrmacht.

##### Kampfgeschwader 51
Le 3e escadron de la 51e escadre de bomabrdiers (Kampfgeschwader 51) a rejoint le 2e escadron de la 51e escadre à Bălți à la fin du mois d'août, immédiatement après avoir reçu de nouveaux équipements du 3e Reich.

#### Groupement aérien de lutte roumain (Gruparea Aeriană de Luptă)

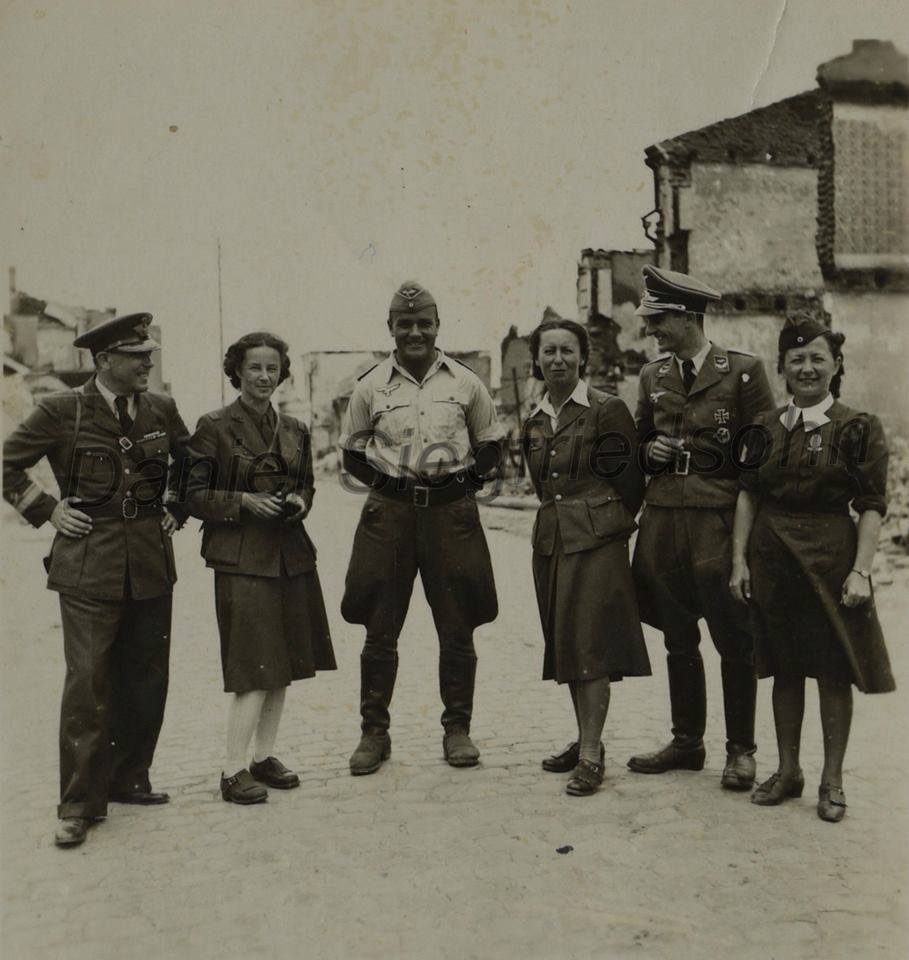
"Bălți, juillet 1941. Le centre ville après un bombardement. Aviatrices Nadia Russo et Virginia Thomas, infirmière I. Grădinescu, aviateurs roumains et allemands."

Les Forces aériennes roumaines royales (roumain : Forțele Regale Aerine Române n'étaient pas basées en permanence à Bălți, contrairement aux Forces aériennes soviétiques et Forces aériennes allemandes Luftwaffe du IIIe Reich qui arrivaient et stationnaient alternativement à Bălți pendant la Seconde Guerre mondiale.
Nadia Russo, l'une des premières femmes pilotes de Roumanie, était d'origine russe blanche, originaire de Tver et membre de l'Escadrille blanche (sanitaire) roumaine.
Vladimir Gheorghian, né dans le village de Zgărdești dans le Județ de Bălți, frère de Haralambie Gheorghian, préfet de Bălți pendant l'entre-deux-guerres, a piloté le biplan roumain IAR 39 dans les services de bombardement léger et de surveillance, avec un équipage composé d'un observateur et d'un sergent mitrailleur. Il a reçu l'Ordre de Michel le Brave, l'Ordre de l'Étoile de Roumanie, l'Ordre de la Couronne de Roumanie et la Croix de fer pour ses combats héroïques dans les opérations de libération de la Bessarabie.
En outre, lors du Siège d'Odessa par la 4e armée roumaine et le groupe aérien de combat (roumain : Gruparea Aeriană de Luptă - GAL), les unités militaires roumaines étaient initialement soutenues par des unités aériennes allemandes basées à Bălți, l'escadre de bombardiers 27 (Kampfgeschwader 27 avec des bombardiers Heinkel He 111 en service), l'escadre de bombardiers 51 (Kampfgeschwader 51) (avec des bombardiers Junkers Ju 88) et II./Jagdgeschwader 77 (avec des chasseurs Messerschmitt Bf 109).

## Les aéroports de Bălți
Neuf emplacements des différents d'aérodromes dans et autour de Bălți ont été localisés: 
| Type                                                      | Localisation                                     | Période                  | Juridiction                                          |
| --------------------------------------------------------- | ------------------------------------------------ | ------------------------ | ---------------------------------------------------- |
| civil (base aérienne principale de Bălți)                 | le long du lac central de Bălți (str. Sportului) | Entre-deux-guerres       | Roumanie                                             |
| militaire (base aérienne principale de Bălți)             | Singureni                                        | Seconde Guerre mondiale  | URSS ( RSS de Moldavie), Roumanie et Allemagne nazie |
| militaire (base aérienne avancée de l'aérodrome de Bălți) | Pîrlița                                          | Seconde Guerre mondiale  | URSS ( RSS de Moldavie)                              |
| militaire (base aérienne avancée de l'aérodrome de Bălți) | Boldurești                                       | Seconde Guerre mondiale  | URSS ( RSS de Moldavie)                              |
| militaire (base aérienne avancée de l'aérodrome de Bălți) | Maïaki                                           | Seconde Guerre mondiale  | URSS ( RSS d'Ukraine)                                |
| militaire (base aérienne avancée de l'aérodrome de Bălți) | Seménivka                                        | Seconde Guerre mondiale  | URSS ( RSS d'Ukraine)                                |
| militaire (base aérienne avancée de l'aérodrome de Bălți) | Ïosipivka                                        | Seconde Guerre mondiale  | URSS ( RSS d'Ukraine)                                |
| civil (base aérienne principale de Bălți)                 | Aéroport Bălți-Ville                             | Après-guerre-Années 1980 | URSS ( RSS de Moldavie) et Moldavie                  |
| civil (base aérienne principale de Bălți)                 | Aéroport international de Bălți-Leadoveni        | Années 1980-aujourd'hui  | URSS ( RSS de Moldavie) et Moldavie                  |

- Le premier aérodrome d'essais se trouvait le long du lac central de Bălți.
- Étant situés des deux côtés de la Route européenne 583/route nationale M14), l'aéroport international de Bălți-Leadoveni se trouve à 7,4 km de l'ancien aérodrome militaire principal situé à Singureni au nord de Bălți.
- L'Aéroport Bălți-Ville se trouvait dans la ville de Bălți, à son extrémité Est.
- Les aérodromes de Pîrlița, Boldurești, Seménivka, Maïaki et Ïosipivka étaient les bases aériennes avancées - aérodromes de support pour l'aérodrome militaire principal de Bălți à Singureni.

Le 15 mai 1947, une base d'assistance aérienne civile a été ouverte à Bălți sur la base de l'aérodrome à Singureni. Les vols étaient opérés au départ de cet aérodrome pour le transport du courrier et des marchandises, puis à partir de 1948 pour le transport de passagers, de personnel médical dans les zones peuplées, le transport de patients gravement malades vers les hôpitaux de Chisinau, et le transport dans l'agriculture et la sylviculture.

### Aéroport Bălți-Ville
En 1954, la gare de l'aéroport de Bălți à l'extrémité est de la ville (Aéroport Bălți-Ville) a été mis en service avec les services aéroportuaires et des avions militaires Li-2 modifiés en avions civils ont commencé à atterrir, ce qui a permis d'effectuer des vols vers Lviv, Ivano-Frankivsk et Tchernivtsi.
À partir de 1961, l'Aéroport Bălți-Ville a commencé à recevoir des avions IL-14 pour l'atterrissage et le transport de passagers sur des lignes longue distance vers les villes les plus reculées de l'ex-URSS avec les avions d'Aeroflot.
L'aéroport de Bălți-Ville a existé pendant la période d'après-guerre jusqu'à 2010, lorsque le Gouvernement de Moldavie avait pris la décision de transférer les terrains de l'Aéroport Bălți-Ville à la Zone économique libre de Bălți avec l'obligation pour cette dernière de construire les biens immobiliers à l'Aéroport international de Bălți-Leadoveni en échange de ceux reçus de l'Aéroport Bălți-Ville.

### Aéroport international de Bălți-Leadoveni
En 1989 la piste en béton a été mise en service à l'Aéroport international de Bălți-Leadoveni nouvellement construit, dernier aéroport construit en Moldavie, permettant aux passagers du nord de la Moldavie d'effectuer des vols réguliers vers 14 villes de l'ex-URSS avec des avions tels que Let L-410 Turbolet, Antonov An-24, Tupolev Tu-134, Tupolev Tu-154, Iliouchine Il-76. La superficie de l'aéroport de Bălți-Leadoveni est de 148 hectares. Les vols réguliers ont été exploités à cet aéroport jusqu'en 1994. La nouvelle piste, construite en 1987 à l'aéroport international de Bălți-Leadoveni, est située à 231 m d'altitude.
Au début des années 1990, les liaisons internationales au départ de Bălți comprenaient Moscou, Sotchi, Simferopol, mais depuis 1994, la plupart des vols réguliers au départ de l'aéroport ont été supprimés en raison d'une directive officieuse interdisant l'exploitation d'aéroports internationaux à moins de 150 km de Chisinau. Si les vols réguliers à Istanbul et à Francfort-sur-le-Main étaient prévus au début des années 2000, les vols charters de passagers et de fret ont continué à Bălți en ce compris à destination d'Istanbul, et au départ des différents aéroports d'Allemagne et d'Autriche jusqu'en 2015, lorsque l'autorité de l'aviation civile de la République de Moldavie a révoqué le certificat d'exploitation de l'aéroport international de Bălți.
Avec ses neuf pistes historiques situées à Bălți et dans ses environs, Bălți avec l'Aéroport international de Bălți-Leadoveni reste aujourd'hui le deuxième aéroport international de Moldavie, bien qu'il ne soit pas exploité.

## Projets de modernisation de l'Aéroport international de Bălți-Leadoveni

### ¨Projet de Denis Caunov (2017)

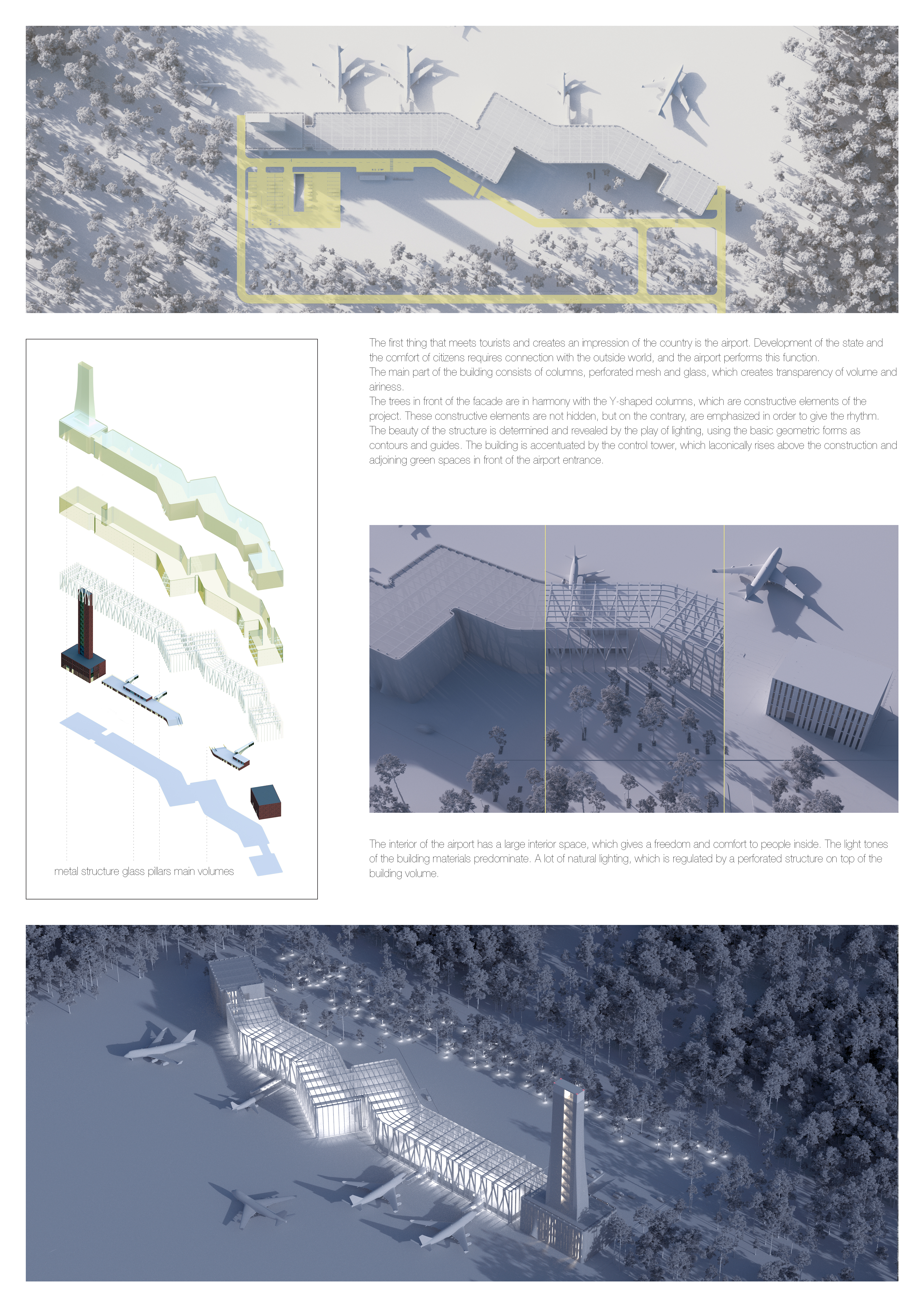
Le projet de rénovation et de modernisation de l'aéroport international de Belti-Ladoveni de Denis Kaunov, qui a remporté la médaille d'or du concours européen d'architecture.

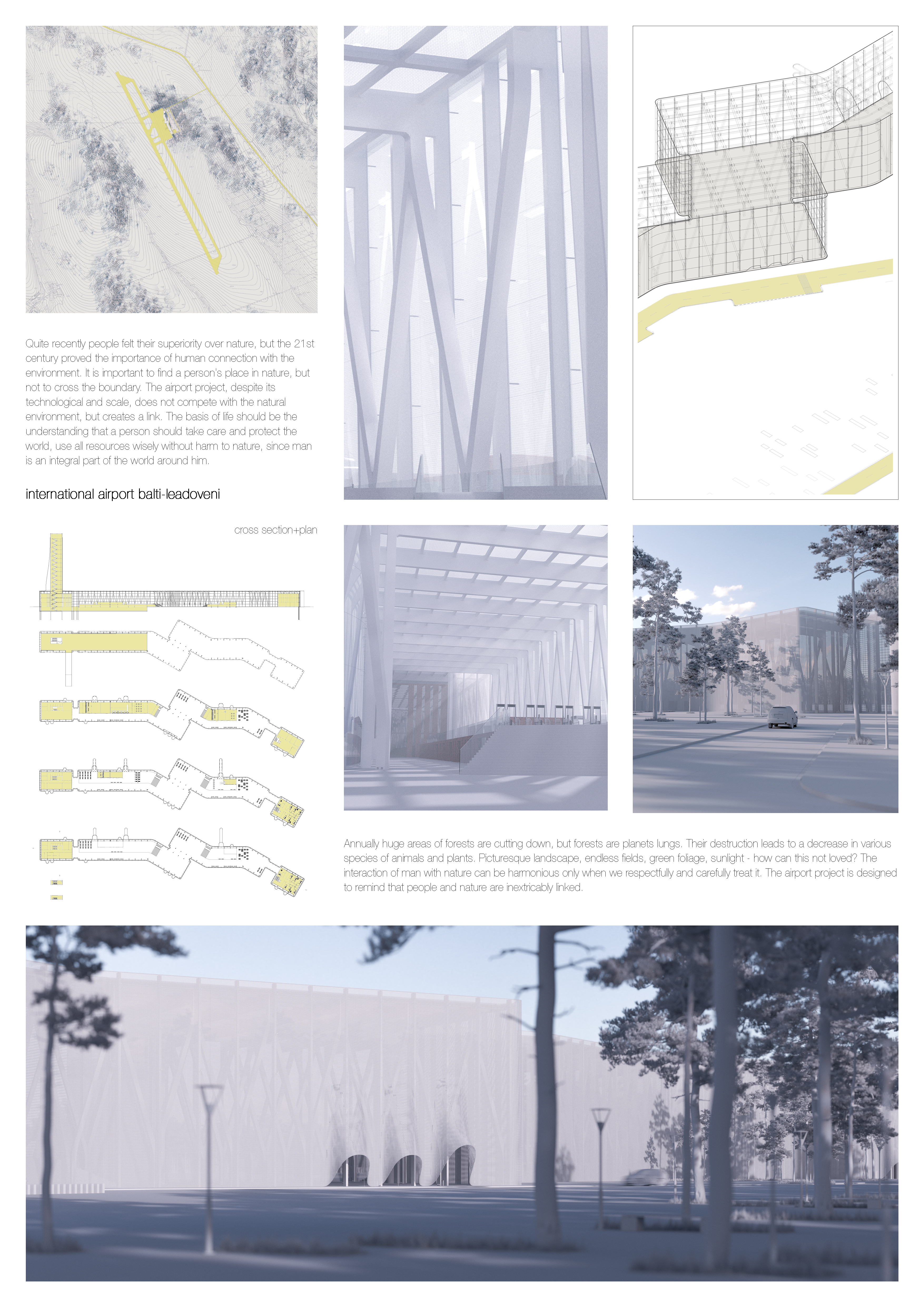
Le projet de rénovation et de modernisation de l'aéroport international de Belti-Ladoveni de Denis Kaunov, qui a remporté la médaille d'or du concours européen d'architecture.

Denis Caunov a créé le concept d'ingénierie architecturale pour la modernisation et la restructuration de l'aéroport international Bălți-Leadoveni en 2017 dans le cadre de son travail de thèse, devenant ainsi un candidat aux médailles du meilleur projet architectural européen.
"La partie principale de l'aérogare est constituée de colonnes, de grillage perforé et de verre, ce qui crée un volume transparent et aéré.
Les arbres situés devant la façade sont en harmonie avec les colonnes en forme de Y, qui sont les éléments structurels porteurs du projet. Ces éléments structurels ne sont pas cachés, mais plutôt accentués pour donner du rythme. La beauté de la structure est définie et révélée par le jeu de la lumière en utilisant des formes géométriques de base comme contours et guides. L'édifice est accentué par la tour de contrôle aéronautique, qui se détache succinctement au-dessus de l'aérogare et se raccorde aux espaces verts situés devant l'entrée de l'aéroport. À l'intérieur de l'aéroport, il y a un grand espace intérieur, symbole du confort et de la liberté des personnes qui s'y trouvent. Les tons clairs des matériaux de construction du terminal sont dominants. Une grande quantité de lumière est régulée par la structure perforée du toit du bâtiment."

### Projet Polo Invest (2016)
Le plan de modernisation de l'aéroport de Bălți-Leadoveni devait être réalisé en deux phases. Le premier consistait à construire un nouveau terminal de 2 500 m2 d'une capacité de 500 000 passagers par an. Le coût des travaux a été estimé à 4,5 millions d'euros.
La deuxième étape consistait à construire un grand terminal passagers - d'une superficie de 25 000 m2 et d'une capacité de 1,5 million de passagers par an. Il était également prévu de construire une nouvelle piste de 2 800 mètres de longueur (la piste actuelle fait 2 240 mètres de long) et un hôtel quatre étoiles. Le coût total de la deuxième phase a été estimé à 35 millions d'euros.

### ProjetMilitzer & Münch(2015)
Le projet prévoyait d'accorder à Militzer & Münch une concession de 49 ans de l'aéroport international de Bălți-Leadoveni et d'investir 30 millions d'euros dans sa modernisation au cours de la première phase. Le projet prévoyait la construction d'un nouveau terminal passagers, d'entrepôts pour le fret transporté, la modernisation et l'extension de la piste pour accueillir des avions Embraer, Airbus et Boeing. L'investissement pour la deuxième phase du projet devait s'élever à 10-15 millions d'euros. Après sa rénovation, l'aéroport international de Bălți-Leadoveni devait devenir un autre point de transit important pour le transport de marchandises entre les pays de l'Est et de l'Ouest, ainsi qu'un point de transit régional pour le transport de passagers et de marchandises, l'accent étant mis en particulier sur les services de fret, compte tenu de la position géographique avantageuse de l'aéroport et du grand volume de commandes de fret de l'exploitation. L'aéroport international de Bălți-Leadoveni devait devenir l'aéroport de secours de l'aéroport de Chisinau, ainsi que des aéroports d'Ukraine et de Roumanie. L'investissement dans la construction et la modernisation devait être récupéré au plus tôt en sept ans. Le projet de modernisation de l'aéroport permettait de créer 200 emplois, d'augmenter les dotations budgétaires et d'améliorer l'image de la Moldavie en créant des infrastructures et une logistique bien développées, répondant aux exigences de sécurité modernes. La modernisation devait commencer dès la mi-2016 et être achevée d'ici 2 à 3 ans.

### Projet de Dumitru Negrei (2012)
Il s'agit d'un travail de diplôme master de Dumitru Negrei qui avait conçu le nouveau terminal passagers en forme des ailes symbolisant le vol,.

### Projet Moldaeroservice (2000)
Selon Vitali Povonsky, ancien directeur de la société aéroportuaire d'État de Bălți , la reconstruction capitale a eu lieu en 2000.

## Compagnies aériennes desservies dans les aéroports de Bălți
- CFRNA — LARES
- Аэрофлот
- Moldaeroservice
- Carpatair
- compagnies aériennes privées d'Allemagne, Autriche, Moldavie et Turquie.
- Air Moldova[64] (a cessé les vols réguliers de l'Aéroport international Bălți-Leadoveni en 1994)
- Moldavian Airlines ставшая Carpatair[65]

## Incidents
En 1941, de nombreux avions des armées soviétique et allemande ont été abattus lors de combats aériens dans et près de Bălți et notamment sur la base aérienne militaire principale de Bălți à Singureni.
En 1944 un avion militaire s'est écrasé près de Singureni , dont le pilote était Grigori Leadov, qui a donné son nom à l'Aéroport international de Bălți-Leadoveni.
Le 1er mars 1950, un avion Li-2 s'est écrasé à Bălți. L'avion s'est écrasé au décollage de l'aérodrome Aéroport Bălți-Ville, tuant trois pilotes.
Le 10 décembre 1961, un accident est survenu impliquant un technicien d'aéronef du 253e escadron d'opérations spéciales du GVF OAG moldave (russe : Молдавской ОАГ ГВФ). Après avoir effectué trois vols matinaux depuis l'Aéroport Bălți-Ville, le technicien de l'avion s'est rendu à la cantine et s'est retrouvé en état d'ébriété avant que l'avion An-2 ne commence ses vols d'entraînement. Le pilote suspendu a reçu l'instruction de préparer l'avion An-2 pour les vols d'entraînement. Il a été assisté par un technicien chargé de l'équipement de communication et aéronavigation, ainsi que par un mécanicien d'avion, sachant que le technicien était ivre. En raison de sa négligence, l'avion a été heurté par des inconnus qui rendaient visite à l'un des employés de l'aéroport. Le technicien a démarré le moteur et a décollé avec les passagers qui se trouvaient dans l'avion. Pendant le roulage, le commandant de bord et le copilote ont tenté de faire décrocher l'avion. Ils ont essayé de sauter dans l'avion mais ont été soufflés par le gouvernail de l'avion. Le père d'un passager mineur a également tenté de pénétrer dans l'avion en mouvement. Le commandant de l'escadre et le contrôleur d'aéroport ont essayé de persuader le technicien d'aéronef d'arrêter de rouler et ce n'est qu'après le décollage à 11h25 que le technicien d'aéronef a commencé à répondre par radio de commande, en utilisant un langage obscène. Deux approches simulées ont été effectuées au-dessus de l'aérodrome. Voyant cela, le commandant de l'escadre a donné l'ordre de couper les gaz et d'atterrir. Cependant, le technicien de l'avion remontait chaque fois en altitude. Volant à basse altitude au-dessus de la ville, l'avion a heurté le poteau de la ligne électrique avec son aile inférieure gauche, arrachant une partie de l'aile et l'entretoise entre les avions. Puis, après avoir heurté les poteaux à deux autres endroits, l'avion a perdu la jambe de son train d'atterrissage gauche et, perdant de la vitesse, s'est écrasé dans une rue de la ville à 11 h 43. Après le crash, un spectateur a rapidement ouvert la porte et a sauté en premier hors de l'avion avec le garçon, suivi par le mécanicien. L'avion a pris feu et s'est enflammé. Le technicien de l'avion n'a pas été blessé. Les passagers ont été légèrement blessés. Il n'y a pas eu de blessés sur le terrain.

## Personnalités liées à l'histoire de l'aviation à Bălți
- Grigore Baștan[12]
- Reinhard Heydrich[11]
- Vladimir Gheorghian[50]
- Grigori Leadov[66]
- Alexandre Pokrychkine[69]
- Nadia Russo[9]
- Robert Frimtzis[70]
- Rudolf Schmidt[15]

## Galerie photo

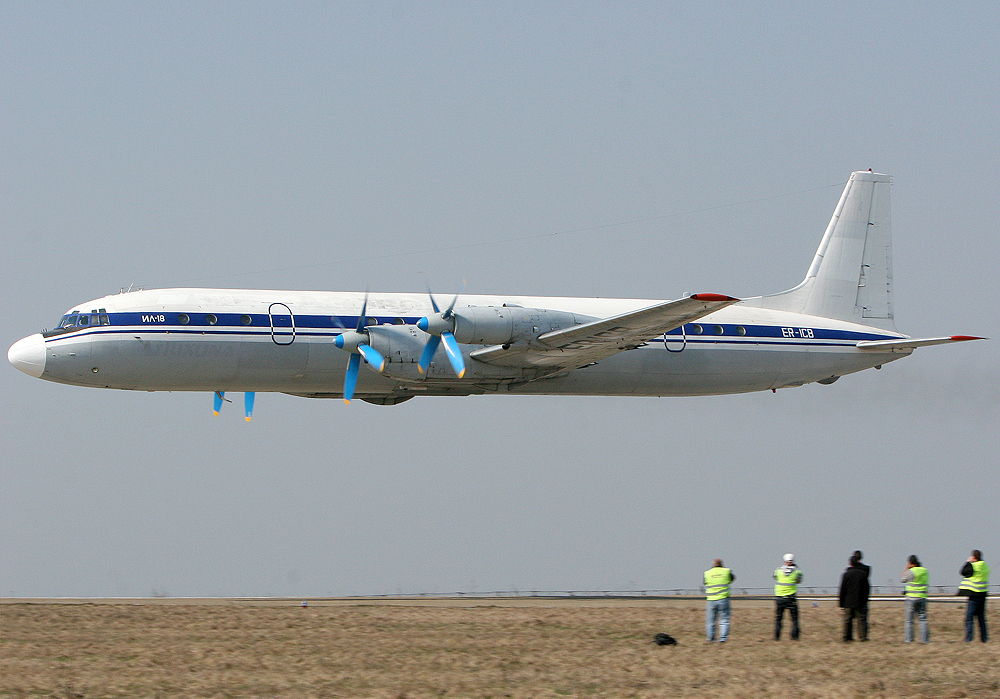
IL-18 de Grixona à l'Aéroport international de Bălți-Leadoveni
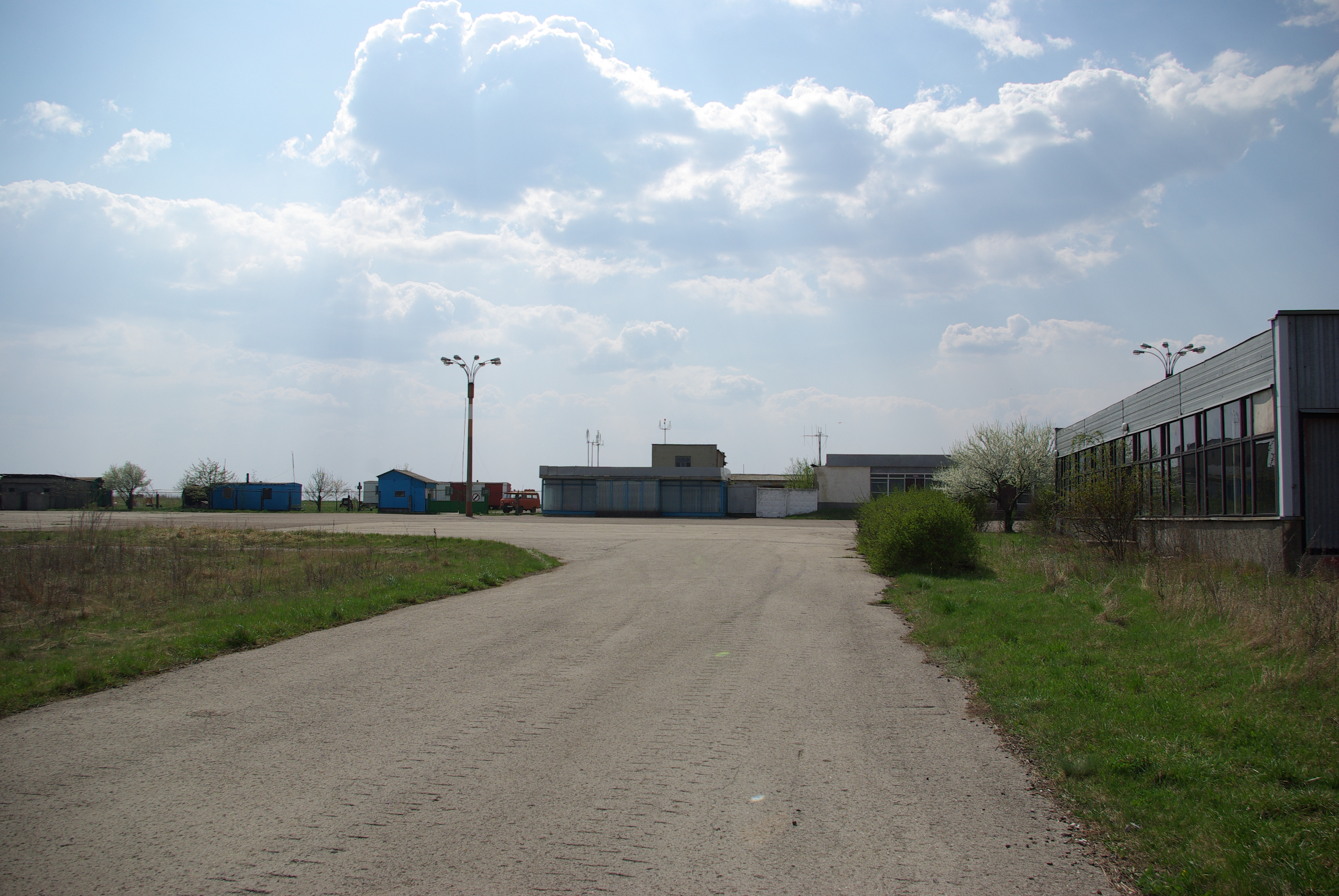
Terminal des arrivées et de manutention des bagages à l'Aéroport international de Bălți-Leadoveni
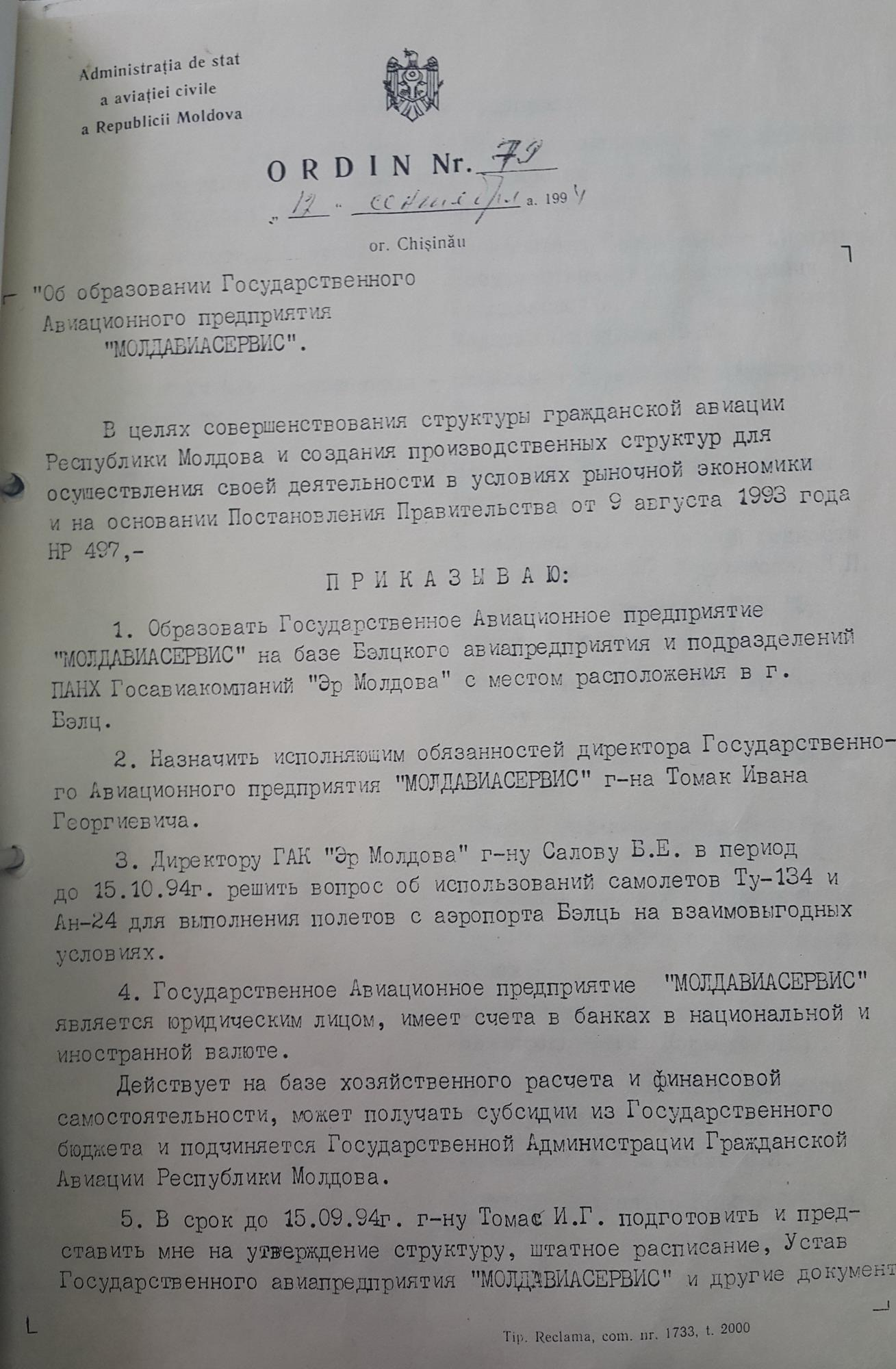
Ordre no 79 quant à la création de l'entreprise d'État Moldaeroservice à l'Aéroport international de Bălți-Leadoveni